# Cyfry (album)
Cyfry – wydany w 1994 roku album w formie kasety duetu Przyjaciele. W 2007 roku reedycja na cd. Projekt ukazał się także w formie programu telewizyjnego, który zrealizowano w krakowskim ośrodku TVP (1994). Od 2012 r. dostępny w międzynarodowej sprzedaży elektronicznej.

## Lista utworów
źródło:.
1. „Na podeście na estradzie”
2. „Stacja”
3. „Wieczorem”
4. „Zapach egzotyczny”
5. „Orka”
6. „Fotografie”
7. „Myszołów"”
8. „Zaproszenie do podróży”
9. „Larry”
10. „Okna na podwórze”
11. „Sowizdrzał"

## Skład
źródło:
- Wojciech Płocharski, słowa (oprócz 4, 8, 10), muzyka, śpiew, wykonanie
- Janusz Grudziński, muzyka, wykonanie